# Alberto Galindo Tixaire
Alberto Galindo Tixaire, (n. el 23 de diciembre de 1934) en Zaidín (Huesca), es un físico teórico español pionero de la Física Teórica en España. Ha contribuido a la modernización de la enseñanza de la Física en España. Cofundador del Grupo Interuniversitario de Física Teórica (GIFT). Tiene unas 160 publicaciones en revistas internacionales y nacionales, y es autor o coautor de unos 20 libros. Es catedrático Emérito de la Universidad Complutense de Madrid y Académico Numerario de la Real Academia Nacional de Medicina.

## Estudios
Finaliza el Bachillerato en el Instituto Ramón y Cajal de Huesca en 1952, para ir a estudiar Ciencias Exactas a la Universidad de Zaragoza donde obtiene el Premio Casañal los años 1955 y 1956, licenciándose en 1957 obteniendo el Premio Extraordinario de Licenciatura y Nacional Fin de Carrera.
Comienza su periodo de especialización como Becario, colaborador e investigador de la Junta de Energía Nuclear de 1957 a 1963. Se doctora en Ciencias Físicas en 1960 por la Universidad Complutense de Madrid. Es miembro temporal del actual Instituto Courant de Ciencias Matemáticas de la New York University de 1961 a 1962, becado por la International Atomic Energy Agency (Viena), para investigar bajo la dirección del Prof. Kurt Otto Friedrichs. Finalmente es Investigador en la Division Théorique de la Organización Europea para la Investigación Nuclear (CERN) en Ginebra de 1962 a 1964.

## Enseñanza
Es catedrático de Física Matemática en la Universidad de Zaragoza de 1963 a 1967, para posteriormente ser Catedrático de Física Teórica en la Universidad Complutense de Madrid hasta el año 2005. En esta universidad es cofundador en 1968 y primer Director del Grupo Interuniversitario de Física Teórica.
Dirigió la tesis doctoral del físico teórico Francisco José Ynduráin Muñoz a cuya muerte escribió sobre su obra.
Es Miembro del primer Scientific Council del Erwin Schrödinger International Institute of Mathematical Physics en Viena de 1991 a 1993. Desde el 2005 es catedrático Emérito de la Universidad Complutense de Madrid. Desde el 2007 es Profesor Miembro del Colegio Libre de Eméritos, y desde el 2009 Asesor de Formación Científica del CIEMAT.

### Grupo Interuniversitario de Física Teórica (GIFT)
Este grupo de investigación de física teórica que cofundó Alberto Galindo supuso un instrumento fundamental para el impulso y la docencia de la física en España logrando duplicar el número de doctores y licenciados formados en Física Teórica. El desenlance para su constitución fue la Escuela Internacional de Física organizada por la CERN celebrada en mayo de 1968 en El Escorial.
Surge en septiembre de 1968 de la mano de un grupo de catedráticos de física que se conocieron desde su formación en la Junta de Energía Nuclear (Ángel Morales Villasevil, Rafael Nuñez-Lagos y Pedro Pascual de Sans). Todos ellos participaron en la Primera Reunión de Física Cuántica organizada por Galindo en 1965 en la Universidad Internacional Menéndez Pelayo. Al igual que en el Curso para Postgrados Introducción a la Física de Partículas Elementales celebrado ese mismo año por Galindo y Pedro Pascual de Sans.
Especial relación tuvo con Pedro Pascual de Sans, que se conocieron como investigadores senior en la Junta de Energía Nuclear y se presentaron conjuntamente a las cátedras de Zaragoza y Valencia en 1963. Relación que se mantuvo durante toda su vida profesional, escribiendo conjuntamente el libro Mecánica Cuántica y recibiendo conjuntamente en 1986 el Premio Nacional de Investigación Santiago Ramón y Cajal.

## Aportación
Ha investigado en los campos de conocimiento de Análisis funcional, Teoría de grupos, Mecánica cuántica, Teoría de campos cuánticos, Física de partículas, Ecuaciones de evolución no lineales, y computación cuántica. 
Tiene una producción científica de más 160 publicaciones en revistas internacionales y nacionales, así como en capítulos sueltos de libros y memorias. Es autor o coautor de unos 20 libros de texto, notas de clase, monografías científicas, y otras publicaciones.
En el ámbito de la divulgación científica, ha publicado unos 30 estudios críticos sobre personalidades científicas, novedades literarias en el campo de la ciencia, y temas científicos, así como algunos prólogos a libros de la ciencia universal, y varios análisis de temas de interés en la historia de la ciencia española. Ha participado asiduamente en ciclos de conferencias con unos 150 títulos distintos.
Como docente, ha contribuido a la modernización de la enseñanza de la Física en España. Tanto en el campo de la Mecánica Cuántica, como en la inclusión de las asignaturas: Teoría Clásica de Campos, Teoría Cuántica de Campos, Partículas Elementales, Gravitación y Cosmología, Métodos Matemáticos de la Física, Estructura del Espacio-Tiempo, Información y Computación Cuánticas.

### Academias
- Real Academia de Ciencias Exactas, Físicas y Naturales. De 1959-1977 es Académico Correspondiente, de 1977-1980 es Académico Numerario Electo, y desde 1980 es Académico Numerario. De 2005 a 2009 y de nuevo desde 2012 es Presidente.

- Real Academia Nacional de Medicina. En el 2010 es Académico Electo y en el 2011 es Académico Numerario.

- Academia Europea de Ciencias y Artes. Desde 1995 es Miembro.

### Premios
- 1970. Medalla de Física de la Real Sociedad Española de Física y Química
- 1977. Premio Nacional de Investigación en Física
- 1985. Premio Nacional de Investigación Santiago Ramón y Cajal
- 1988. Descubrimiento en Sena de la placa “Grupo Escolar Alberto Galindo”
- 1988. Nombramiento de Aragonés de mérito en Ciencias, por la Federación de Casas y Centros Aragoneses de España
- 1991. Premio Aragón a la Investigación Científico−Técnica
- 1995. Premio La Golondriz al Humor Inteligente en Física
- 2005. Medalla CIEMAT al Mérito Científico
- 2007. Descubrimiento en Zaidín (Huesca) de la placa “Parque Infantil Alberto Galindo”

### Publicaciones
- Mecánica Cuántica (Madrid: Alhambra, 1978).
- Soluciones Exactas en Relatividad General. Colapso Gravitacional y Agujeros Negros (Madrid: Universidad Complutense de Madrid, 1983).
- Espacios de Hilbert (Madrid: Simon and Eudema 1988).
- Mecánica Cuántica I, II (Madrid: Eudema, 1989).
- Problemas de Mecánica Cuántica (Madrid: Eudema, 1989).
- Métodos de Cálculo (Madrid: McGraw-Hill, 1990).
- Quantum Mechanics I, II (Berlín: Springer Verlag, 1991).
- Física y Química 1 (Madrid: McGraw-Hill, 1995).
- Física 2 (Madrid: McGraw-Hill, 1998).